# Japie en de dingen
Japie en de dingen is een Nederlandstalige jeugdroman, geschreven door Paul Biegel en uitgegeven in 1984 bij Uitgeverij Oberon in Haarlem. De eerste editie werd geïllustreerd door Carl Hollander. Het verhaal verscheen voorafgaand aan publicatie als wekelijkse serie in het tijdschrift Donald Duck.